# Umbrin
Culoarea umbrină (latină umbrinus), numită și ombră (preluat din franceza terre d'ombre), este o culoare brun-închisă sau ocru-brună, asemănătoare pământului colorat brun închis care conține pigmenți umbra folosiți în pictură.  Umbra sau umbria este un pigment natural brun închis, care conține minerale argiloase amestecate cu oxizi și hidroxizi de fier și mangan. Culoarea umbrină este mai închisă decât la ceilalți pigmenți natural similari ai pământului, ca ocru și siena (terra de Siena).
Se deosebesc două varietăți de umbra: umbra brută și umbra arsă. Umbra brută, un pigment natural asemănător, dar mai întunecat decât ocru, obișnuit de culoare brun-gălbuie închisă; este numită umbra de Cipru, umbra romană, umbra siciliană, umbra de Turcia. Umbra arsă este un pigment brun închis, obținut prin calcinarea umbrei brute și folosit în special ca vopsea în pictură.